# Cameron Wright

a Compétitions nationales et continentales officielles uniquement.

Cameron Wright, né le 20 avril 1994 à Westville, près de Durban (Afrique du Sud), est un joueur de rugby à XV sud-africain évoluant au poste de demi de mêlée au sein de l'effectif des Natal Sharks et des Sharks.

## Biographie
Natif des environs de Durban (KwaZulu-Natal), Cameron Wright  découvre le rugby avec les équipes de jeunes des Natal Sharks et parallèlement, il évolue avec les équipes scolaires puis avec l'équipe de son université, les UKZN Impi. En 2013-2014 il dispute donc avec l'équipe de l'université du KwaZulu-Natal, le Varsity Shield, l'un des deux championnats universitaires sud-africains, l'autre championnat universitaire sud-africain étant la Varsity Cup.
En 2014, il quitte le monde universitaire pour se consacrer entièrement aux Natal Sharks, équipe avec laquelle il dispute la Vodacom Cup et la Currie Cup; il dispute également un match en Super Rugby en 2015, avec la franchise des Sharks avant de rejoindre Montpellier et le Top 14 durant l'été 2015. En juillet 2017, en manque de temps de jeu, il quitte le club montpelliérain et la France pour rejoindre le club provincial sud-africain des Natal Sharks.